# يان كوكال
يان كوكال (بالتشيكية: Jan Kukal)‏ مواليد 13 سبتمبر 1942 في براغ، هو لاعب كرة مضرب تشيكي سابق وكان يلعب باليد اليمنى. أعلى تصنيف له في الفردي كان المركز الـ 115 في سنة 1973.

## روابط خارجية
- يان كوكال على موقع رابطة محترفي التنس (الإنجليزية)
- يان كوكال على موقع الاتحاد الدولي لكرة المضرب (الإنجليزية)
- يان كوكال على موقع كأس ديفيز (الإنجليزية)
- يان كوكال على موقع أرشيف التنس.كوم (الإنجليزية)
- يان كوكال على موقع خلاصة التنس.كوم (الإنجليزية)